# Sylvie Lecocq
Sylvie Lecocq – francuska judoczka. Brązowa medalistka mistrzostw Europy w 1975. Mistrzyni Francji w 1975 roku.